# Comté de Phelps (Missouri)
Pour les articles homonymes, voir Phelps et Comté de Phelps.
Le comté de Phelps (en anglais : Phelps County) est un comté des États-Unis, situé dans l'État du Missouri.

## Comtés voisins
|                  | Comté de Maries | Comté de Gasconade |
| Comté de Pulaski | comté de Phelps | Comté de Crawford  |
|                  | Comté du Texas  | Comté de Dent      |

## Transports
- Interstate 44
- U.S. Route 63
- Missouri Route 8
- Missouri Route 68

## Villes
- Rolla
- St. James
- Edgar Springs
- Newburg
- Doolittle
- Jerome